# (6319) Beregovoj
(6319) Beregovoj ist ein Asteroid des Hauptgürtels, der am 19. November 1990 vom belgischen Astronomen Eric Walter Elst am La-Silla-Observatorium (IAU-Code 809) der Europäischen Südsternwarte in Chile entdeckt wurde.
Der Asteroid wurde nach dem sowjetischen Kosmonauten Georgi Timofejewitsch Beregowoi (1921–1995) benannt, der im Oktober 1968 als Pilot von Sojus 3 seinen ersten und einzigen Raumflug absolvierte.